# Jeanne-Agnès Berthelot de Pléneuf

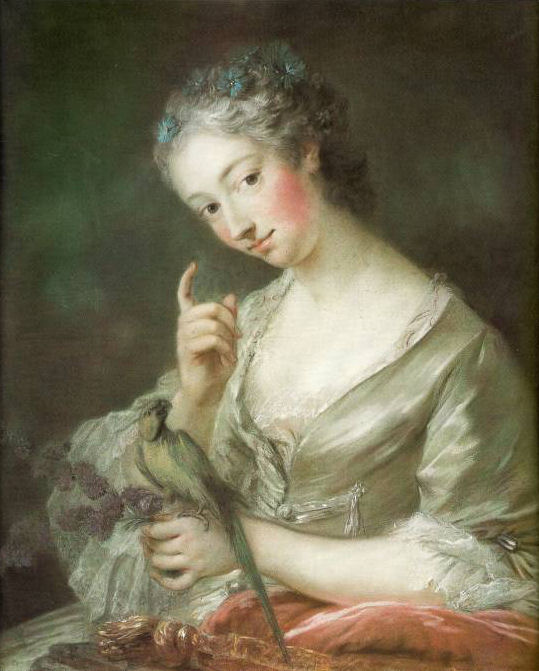
Porträt Jeanne-Agnès Berthelot de Pléneufs nach Jean-Baptiste van Loo, 18. Jahrhundert

Jeanne-Agnès Berthelot de Pléneuf (* 1698 in Paris; † 7. Oktober 1727 in Courbépine, heute Département Eure), auch Madame de Prie oder Marquise de Prie genannt, war die einflussreiche Mätresse des französischen Premierministers Louis IV. Henri de Bourbon, prince de Condé und durch Heirat Marquise von Plasnes.

## Leben

Stammwappen der Familie Berthelot

Jeanne-Agnes Berthelot stammte aus dem ursprünglich in der Bretagne angesessenen, weit und auch in die Picardie verzweigten Geschlecht Berthelot. Sie war die Tochter der Agnès, geb. Rioult de Douilli, und des reichen und wie es heißt skrupellosen Finanzmannes Étienne Berthelot, seigneur de Pléneuf († 1717), zweitgeborenen Sohnes von François Berthelot, Sekretär des Königs, der 1676 den Titel Comte de Saint-Laurent erhielt, nach seinem Besitz auf der Île d’Orléans, einer Insel im Mündungsbereich des kanadischen Sankt-Lorenz-Stroms, und der 84-jährig als Conseiller d’État am 3. Juni 1712 starb. Ihres Vaters Étienne 1702 verstorbene jüngere Halbschwester war die Ehefrau des Charles Auguste de Goyon de Matignon, Marschall von Frankreich. Im Alter von 15 Jahren wurde Jeanne-Agnes am 28. Dezember 1713 mit Louis de Prie, marquis de Plasnes, genannt Marquis de Prie, verheiratet und ging mit ihm an den savoyischen Hof in Turin, wo er Gesandter war.
Als sie 21 Jahre alt war, kehrte sie nach Frankreich zurück und wurde kurz darauf die Mätresse des Herzogs von Bourbon. Ihr Einfluss auf den Herzog war so groß, dass sie während seiner Amtszeit als Premierminister (1723–1726) die tatsächliche Regentin Frankreichs war. Ihr größter Triumph war die von ihr eingefädelte Heirat Ludwigs XV. mit der polnischen Prinzessin Maria Leszczyńska.

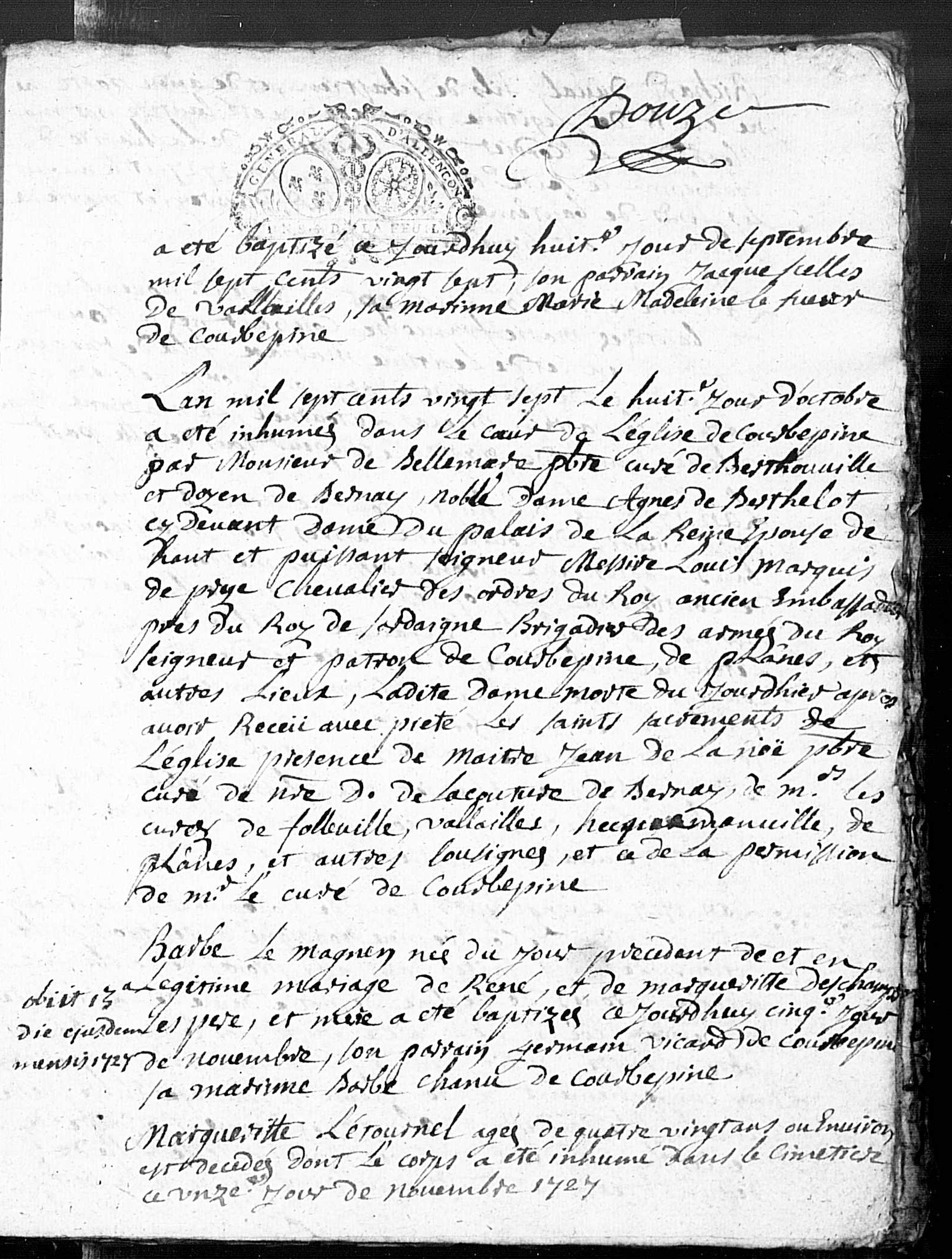
Auszug aus dem Personenstandsregister von Courbépine aus dem Jahr 1727. Vermerk zur Beerdigung von Jeanne-Agnès Berthelot de Pléneuf, marquise de Plasnes. „...die genannte Dame verstarb am Vortag nachdem sie mit Frömmigkeit die Sterbesakramente empfangen hatte...“

Ihr Aufstieg fand ein jähes Ende, als sie 1725 versuchte, den Rivalen des Herzogs von Bourbon, den Bischof André-Hercule de Fleury, ins Exil zu zwingen. Nach Fleurys Rückkehr und der Verweisung des Herzogs nach Chantilly wurde sie auf das Gut ihres Mannes in Courbépine verbannt, wo sie im folgenden Jahr verstarb. Es wird heute angenommen, dass sie an Tetanus starb. Da sie am Hof in Ungnade gefallen war, wurde zu ihrer Zeit angenommen, dass sie sich das Leben nahm, da sie unter Depressionen litt und da sie Opium eingenommen hatte. Schon am 15. November 1726 hatte sie ein Testament verfasst und am 17. September 1727 änderte sie das Testament. Bald darauf erkrankte sie. Sie zeigte Symptome, die denen des Tetanus gleichen. Die Ursache dieser Infektion war damals noch unbekannt und sie konnte nicht geheilt werden. Gegen die Schmerzen und Krämpfe verabreichte man Opiumtinktur.

## Rezeption
Das Leben der Marquise de Prie wurde mehrfach künstlerisch verarbeitet. Am bekanntesten sind Stefan Zweigs Erzählung Geschichte eines Untergangs und der Fernsehfilm La dernière fête (1996; engl. The Fall of the Marquise de Prie) mit Charlotte Rampling in der Titelrolle. Voltaire widmete ihr 1725 seine Komödie L'indiscret.